# Armia Kontynentalna
Armia Kontynentalna (ang. Continental Army) – zjednoczona struktura sił zbrojnych trzynastu kolonii, wystawionych przeciw siłom Królestwa Wielkiej Brytanii podczas wojny o niepodległość Stanów Zjednoczonych (1775–1783).
Armię, pod dowództwem mianowanego generałem George’a Washingtona, utworzono na podstawie postanowienia Kongresu Kontynentalnego 14 czerwca 1775 roku, rozwiązano zaś niemal w całości 3 listopada 1783 roku, po podpisaniu układu pokojowego w Paryżu. Drobną część sił pozostałych po armii umieszczono w forcie West Point oraz wydelegowano do strzeżenia granic państwa do czasu, gdy ustawą 3 czerwca 1784 roku, Kongres powołał do życia United States Army.
Początkowo Armia Kontynentalna nie składała się z zawodowych żołnierzy, lecz z tak zwanych minutemanów, czyli zwykłych farmerów i myśliwych, którzy na wezwanie wybranych przez lokalne społeczności w chwili zagrożenia chwytali za broń, ale musieli co jakiś czas oddalać się do swych domostw, aby uprawiać pola.
Rewolucja przyciągała ludzi z całego świata. Armia składała się więc z Holendrów, Francuzów, Niemców, a także Polaków (jak Tadeusz Kościuszko czy Kazimierz Pułaski ze swoim legionem). Zdolnościom organizacyjnym Washingtona zawdzięczać należy, że Armia nie uległa całkowitemu rozkładowi, a powołany przezeń pruski oficer Friedrich Wilhelm von Steuben przekształcił ją – podczas krytycznej zimy 1777–1778 spędzonej w Valley Forge – w nowoczesną machinę wojenną, zdolną wygrywać bitwy z Brytyjczykami. Każdego roku zasilali ją nowi ochotnicy.